# Гурет ап Бели
Гурет ап Бели (валл. Guret ab Bili; умер в 658 году) — король Альт Клуита (645—658); сын Бели ап Нехтона и брат Эугейна, которому он наследовал. В 658 году королём Альт Клуита стал его племянник Эльфвин ап Эугейн.